# Adeloneivaia boliviana
Adeloneivaia boliviana är en fjärilsart som beskrevs av Eugène Louis Bouvier 1827. Adeloneivaia boliviana ingår i släktet Adeloneivaia och familjen påfågelsspinnare. Inga underarter finns listade i Catalogue of Life.